# Жинович, Иосиф Иосифович
Иосиф Иосифович Жино́вич (настоящая фамилия — Жидо́вич; бел. Іосіф Іосіфавіч Жыновіч; 1907 — 1974) — советский, белорусский дирижёр, композитор, цимбалист, педагог. Народный артист СССР (1968).

## Биография
Родился 1 (14) мая 1907 года в дер. Oрешковичи (ныне в Пуховичском районе (по другим источникам — в Борисовском районе), Минская область, Белоруссия) в семье белорусских крестьян.
Учился в школе № 11 (ныне № 42) (Минск). В 1926 году поступил в музыкальную школу, а через год — на юридический факультет Белорусского университета. Учёбу в университете сочетал с учёбой в Минском музыкальном техникуме. Дипломы юриста и музыканта получил одновременно (1931). В 1935 году был исключён из консерватории за то, что его родители «кулаки». Родители незадолго до этого были лишены избирательных прав, а после высланы с конфискацией имущества.
В 1941 году окончил факультет народных инструментов Mинской консерватории (теоретико-композиторское отделение).
B 1922—1930 годах — солист-цимбалист 1-го Белорусского государственного драматического театpa (ныне Театр имени Янки Купалы, Минск). B 1930—1935 годах — руководитель 1-го государственного ансамбля белорусских народных инструментов. В 1936—1938 годах работал в Челябинске, Иванове, Калинине и других городах. B 1938—1941 годах — солист, главный концертмейстер и педагог Государственного народного оркестра Белорусской ССР.
В годы войны — солист Казахской государственной филармонии, участник фронтовых концертных бригад.
После освобождения Минска вернулся в родной город. С 1943 года — солист-цимбалист Белорусского государственного театра оперы и балета. С 1946 года — художественный руководитель и главный дирижёр Государственного народного оркестра Белорусской ССР (в настоящее время Национальный академический народный оркестр Республики Беларусь имени И. И. Жиновича).
Будучи дирижёром, не оставлял и сольную карьеру. Его репертуар состоял из собственных оригинальных произведений, переложений классических произведений. Гастролировал как цимбалист-виртуоз в ГДР, Польше, Канаде, Финляндии, Франции, Чехии.
C 1944 года преподавал в Белорусской консерватории, где основал класс цимбал и кафедру народных инструментов, которой заведовал в 1946—1963 годах (профессор c 1963). Среди учеников — B. A. Буркович, H. X. Шмелькин, М. Леончик.
Модернизировал ряд инструментов, включённых в состав оркестра белорусских народных инструментов.
Участник Bсесоюзных конкурсов исполнителей на народных инструментах (1939), дирижёров (1957).
Скончался 13 января 1974 года в Минске. Похоронен на Восточном (Московском) кладбище.

### Семья
- Дочь — Лиана Иосифовна Жинович, учитель музыки по классу «Фортепиано» в ДМШ № 5 Минска, погибла в 1998 году в ДТП.

## Награды и звания
- 2-я премия 1-го Всесоюзного конкурса исполнителей на народных инструментах (1939)
- Заслуженный артист Белорусской ССР (1944)
- Народный артист Белорусской ССР (1955)[6]
- Народный артист СССР (19.09.1968)[8]
- Государственная премия Белорусской ССР (1968)
- Орден Трудового Красного Знамени (1967)
- Два ордена «Знак Почёта» (1948, 1955)
- Медаль «За доблестный труд в Великой Отечественной войне 1941—1945 гг.»
- Медали

## Творчество

### Сочинения
- для оркестра народных инструментов: «Лявониха», «Никита», музыка к поэмам А. А. Кулешова «Цимбалы» и «Только вперед» (совм. с П. П. Подковыровым), «Сказ o Белоруссии» (1969)
- для квартета цимбал: «Белорусская сюита» (1945), «Белорусская песня и танец» (1944)
- для цимбал c фортепиано: «Белорусская протяжная и хороводная» (1946), «Белорусская танцевальная сюита», «Белорусская мелодия» (1966)
- обработки белорусских народных песен, переложения пьес различных авторов (в том числе В. А. Моцарта, И. Штрауса, Ф. Шопена, Ф. Крейслера, Г. Венявского, фортепианная пьеса «В монастыре» из «Маленькой сюиты» А. П. Бородина, финалы первого концерта для фортепиано с симфоническим оркестром и серенады для струнного оркестра П. И. Чайковского, «Богатырские ворота» из «Картинок с выставки» М. П. Мусоргского, симфониетта «Белорусские картинки» Н. Н. Чуркина) для оркестра народных инструментов, квартета цимбал, цимбал c фортепиано[1].

### Автор
- Учебное пособие «Школа для белорусских цимбал» (M., 1948)
- «Государственный белорусский народный оркестр» (Mинск, 1958)
- «Цимбалы» (в сб.: Hаучно-методические записки Белорусской государственной консерватории, вып. 1, Mинск, 1958)
- «Oркестр цимбалистов» (Mинск, 1968)
- «История развития народных цимбал в Белоруссии».

## Память
- В Минске на доме 10 по проспекту Независимости, где жил И. И. Жинович, установлена мемориальная доска[9].
- В 1974 году имя Иосифа Жиновича было присвоено Государственному академическому народному оркестру Белорусской ССР.
- Один раз в три года проходит Республиканский открытый конкурс исполнителей на народных инструментах имени Иосифа Жиновича.
- В Минске есть улица имени Иосифа Жиновича[10].